# Despetal
Despetal is een voormalige gemeente in de Duitse deelstaat Nedersaksen. De gemeente maakte deel uit van de Samtgemeinde Gronau (Leine) in het Landkreis Hildesheim. Per 1 november 2016 is Despetal toegevoegd aan de gemeente Gronau (Leine). 
De gemeente was vernoemd naar de beek Despe, een zijriviertje van de Leine,  en werd gevormd in 1974 vanuit de dorpen Barfelde, Eitzum en Nienstedt, die sinds 1 november 2016 deel uitmaken van Gronau.
Barfelde, Eitzum en Nienstedt liggen respectievelijk  3, 4½ en 6 kilometer ten oosten van Gronau (Leine). 
Barfelde, Eitzum en Nienstedt hadden in november 2016 respectievelijk 645, 525 en 124 inwoners (in totaal 1.294). Bijna alle christenen in deze dorpen zijn evangelisch-luthers.

## Wapensvan de drie dorpen

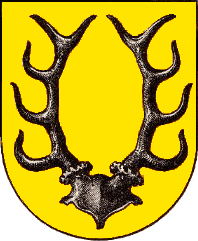
Barfelde
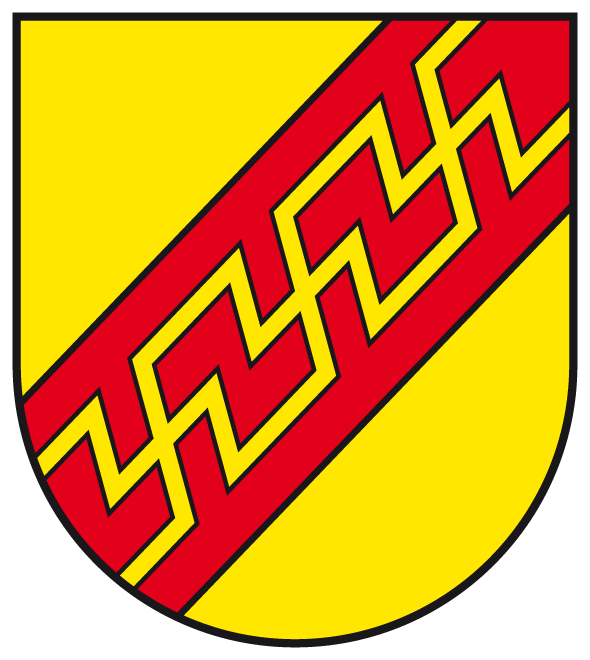
Eitzum
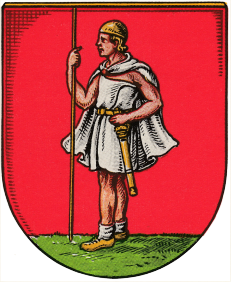
Nienstedt

## Economie
Voornaamste middelen van bestaan zijn de landbouw en (vanwege het natuurschoon in de omgeving) het toerisme. Ook wonen er enige forensen met een werkkring in grotere plaatsen in de regio. 

## Geschiedenis
Alle drie de dorpen bestaan reeds sinds ongeveer het jaar 1000.
Van 1906 tot 1963 hadden veel mannen uit met name Eitzum een werkkring als mijnwerker in de toen nog bestaande kalizoutmijnen van het 5 km noordwaarts gelegen Diekholzen. Te Eitzum staat een gedenkteken voor de dorpelingen, die daar in 1937 en 1939 bij mijnongelukken om het leven kwamen.
Van 1901 tot 1970 liep er langs de drie dorpen een spoorlijntje, de spoorlijn Bodenburg - Elze, dat station Bodenburg te Bad Salzdetfurth met Gronau en  Elze verbond. Toen dit spoorlijntje niet langer rendabel bleek, is het opgebroken.
De drie dorpswapens zijn rond 1938 ontworpen en geldig geworden. Naar de smaak van die tijd kreeg  Eitzum een meandermotief waarin swastika's zijn te herkennen en Nienstedt een Germaanse krijger in het wapen. Barfelde en de gehele voormalige gemeente Despetal kregen een wapen met daarin een tienender-hertengewei, ontleend aan het familiewapen van een lokale edelman uit de late middeleeuwen.

## Bezienswaardigheden
- De drie dorpen worden aan de noordoostkant geflankeerd door een beboste, tot 260 meter hoge, heuvelrug met de naam Hildesheimer Wald. Enkele kilometers zuidwaarts ligt een soortgelijke, maar 100 meter hogere heuvelrug met de naam Sieben Berge. Beide heuvelruggen behoren tot het Leinebergland en lenen zich voor, ook langere, wandel- en fietstochten.
- De Johanneskerk te Barfelde is in 1738 op de locatie van een ouder kerkgebouw opgericht. De kerk heeft een laat-barok interieur. Van de in 1880 ingestorte en door nieuwbouw vervangen kerktoren is een kerkklok uit 1523 bewaard gebleven. Deze is van de hand van de Nederlandse klokkengieter Geert van Wou. Naast de kerk is de pastorie markant, een uit de 1e helft van de 18e eeuw daterend vakwerkhuis.
- De Sint-Martinuskapel te Eitzum dateert gedeeltelijk uit ca. 1450, gedeeltelijk uit 1686 en voor het overige uit de 18e eeuw. Het bezienswaardige interieur dateert uit de 16e tot en met de 18e eeuw.

## Afbeeldingen

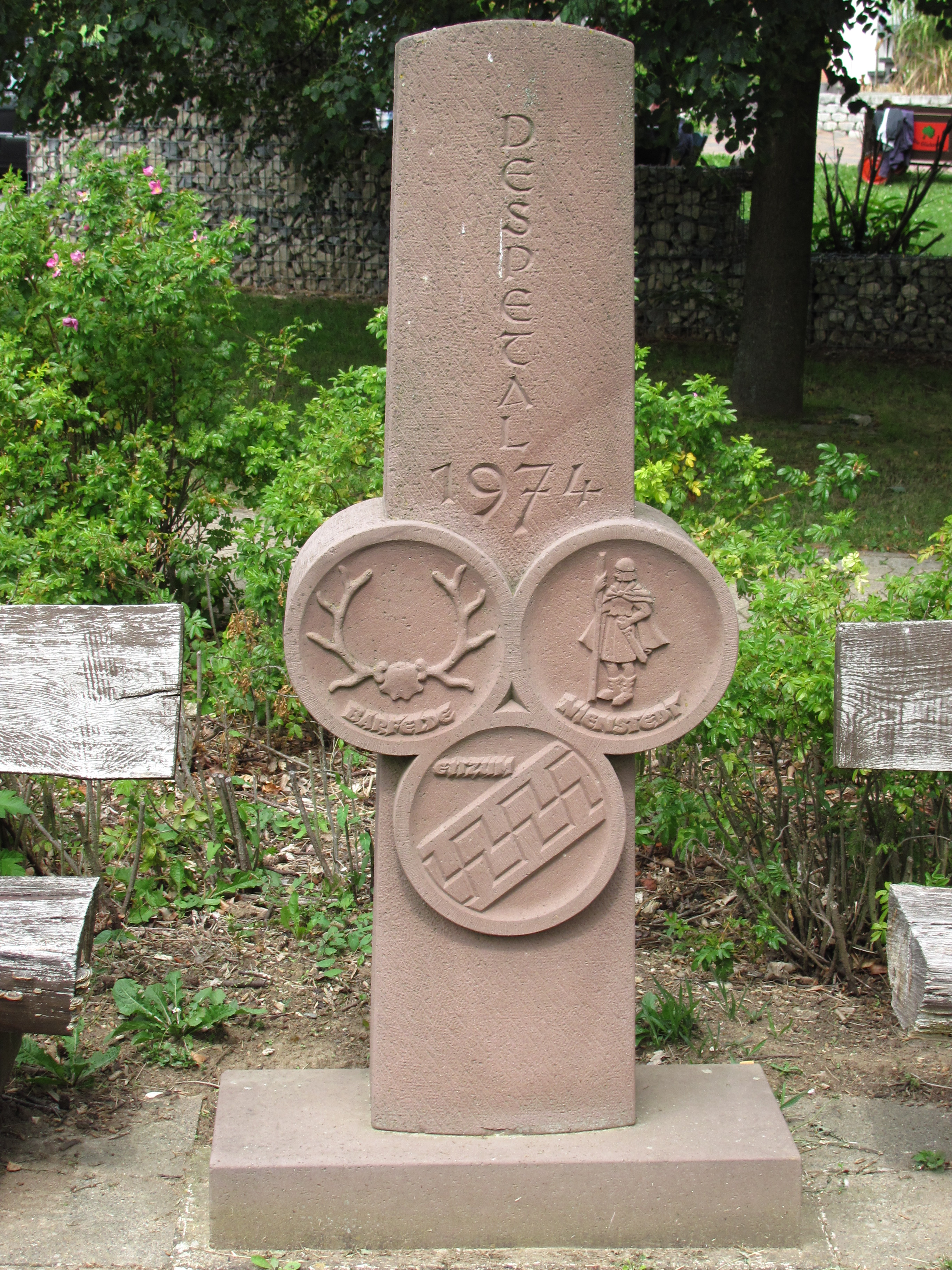
Monument voor de oprichting van de gemeente in Eitzum
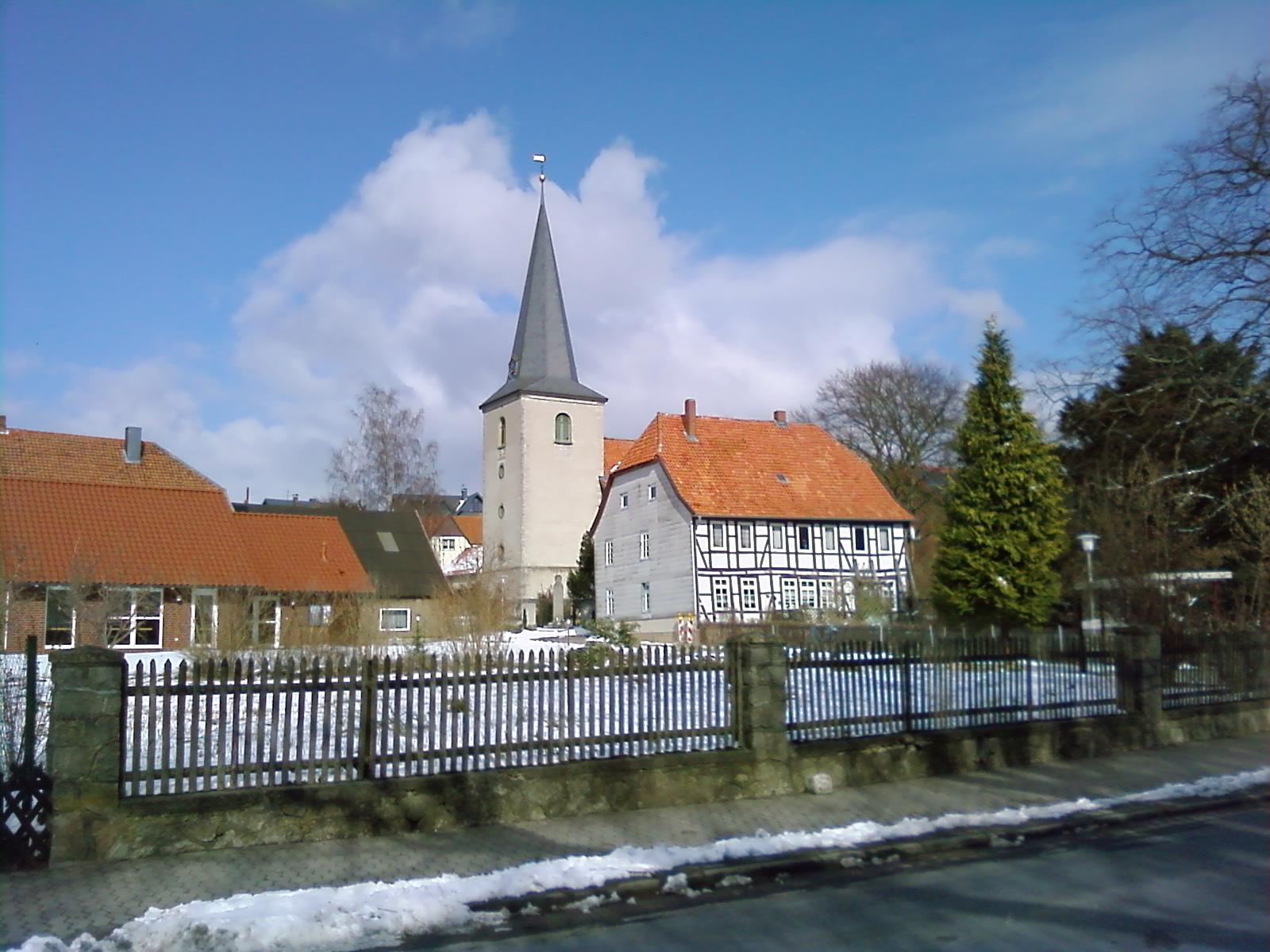
Pastorie en kerktoren van Barfelde
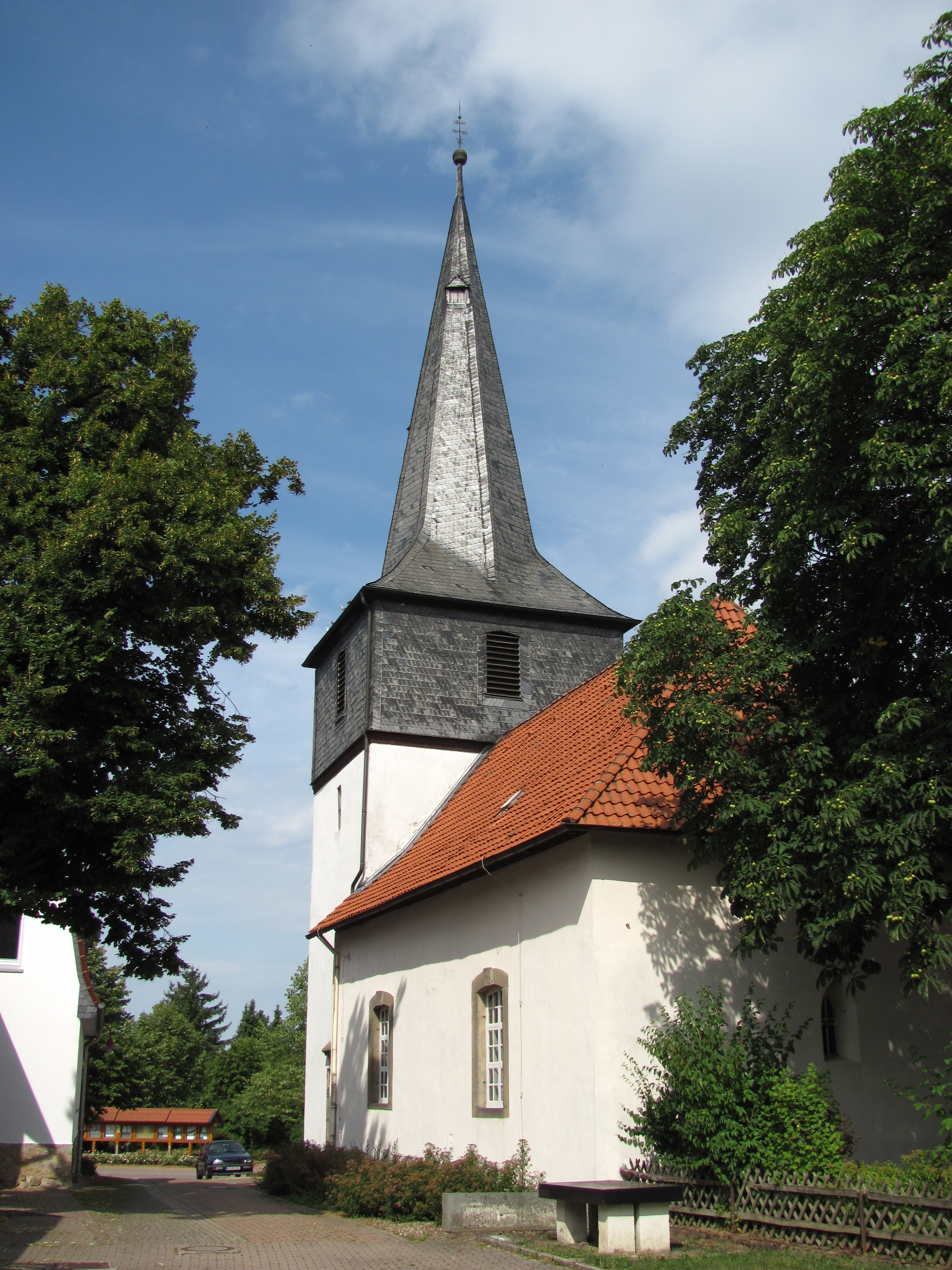
Sint-Martinuskapel, Eitzum
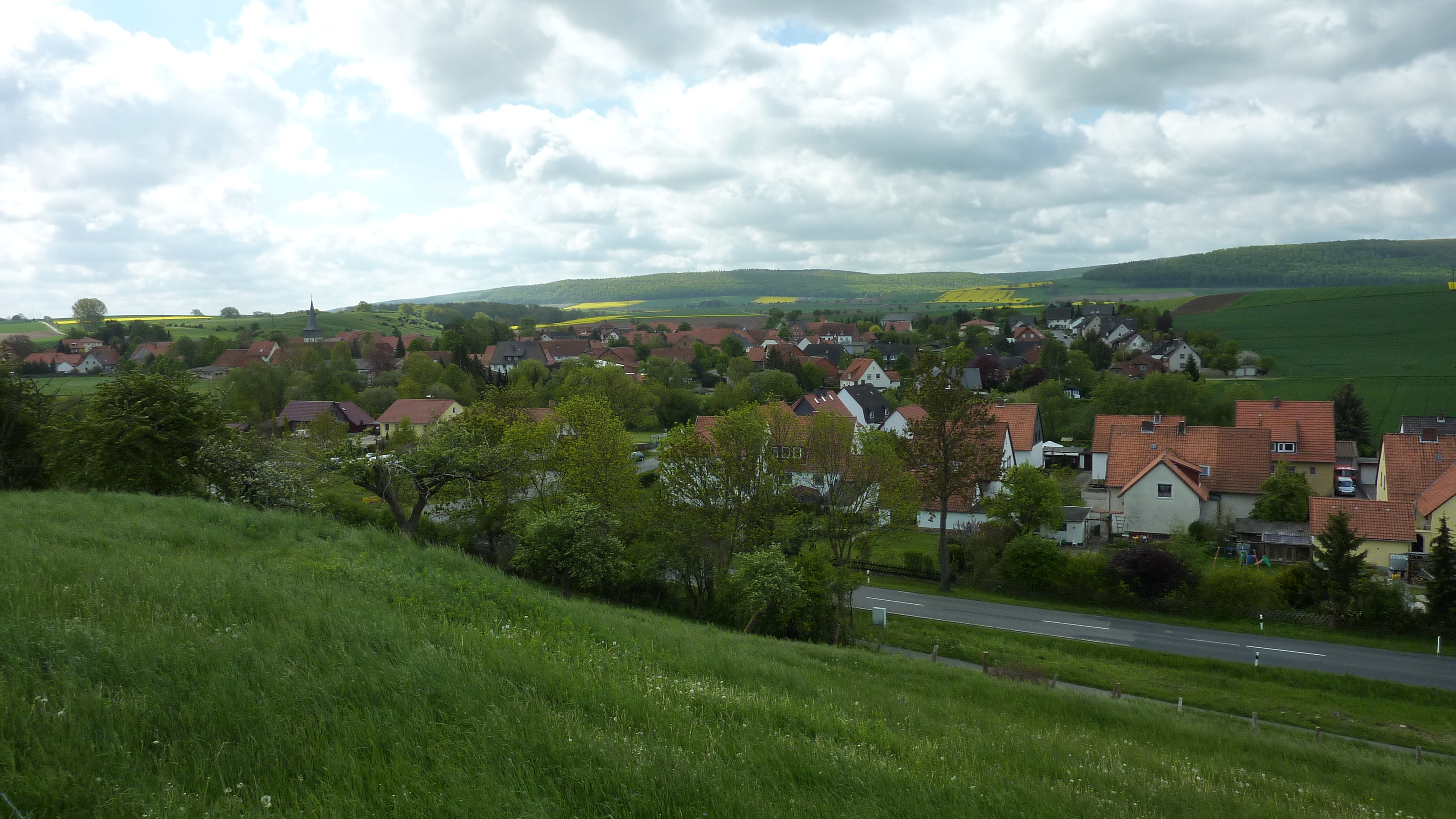
Zicht op Eitzum
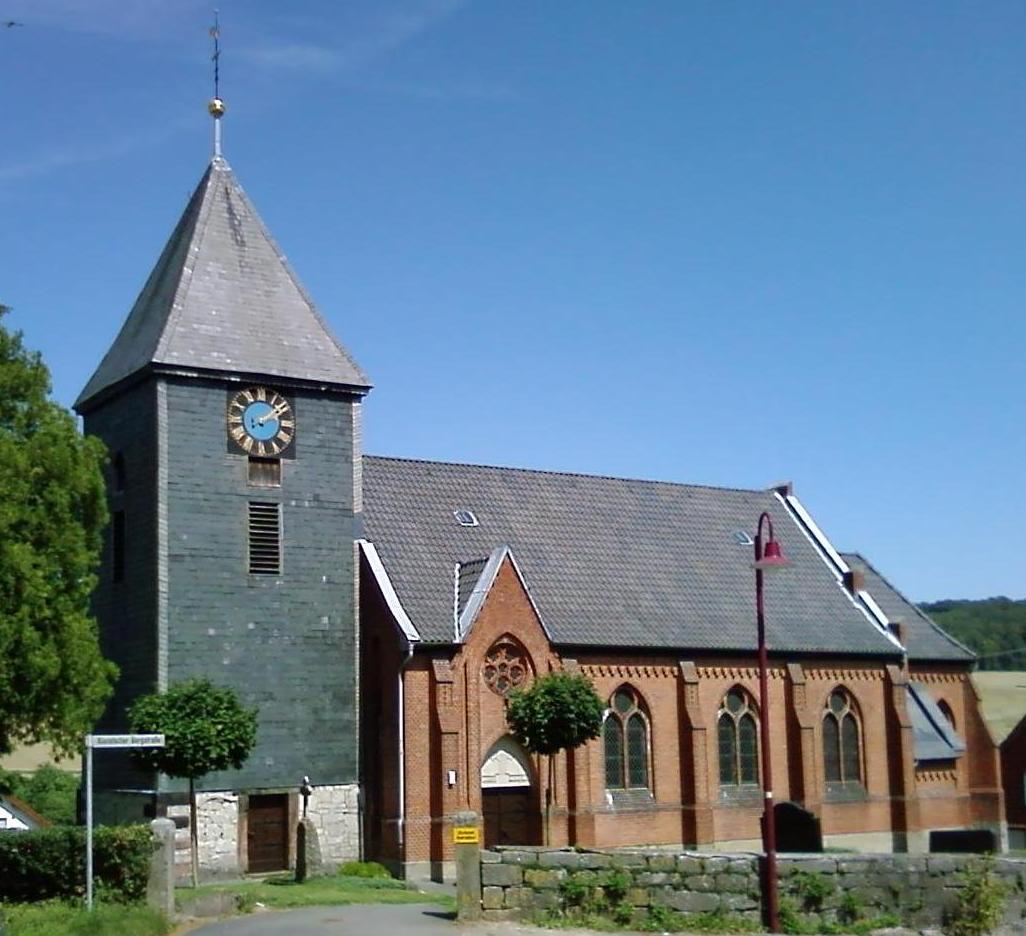
Sint-Andreaskerk (bouwjaar 1895; toren:1830), Nienstedt
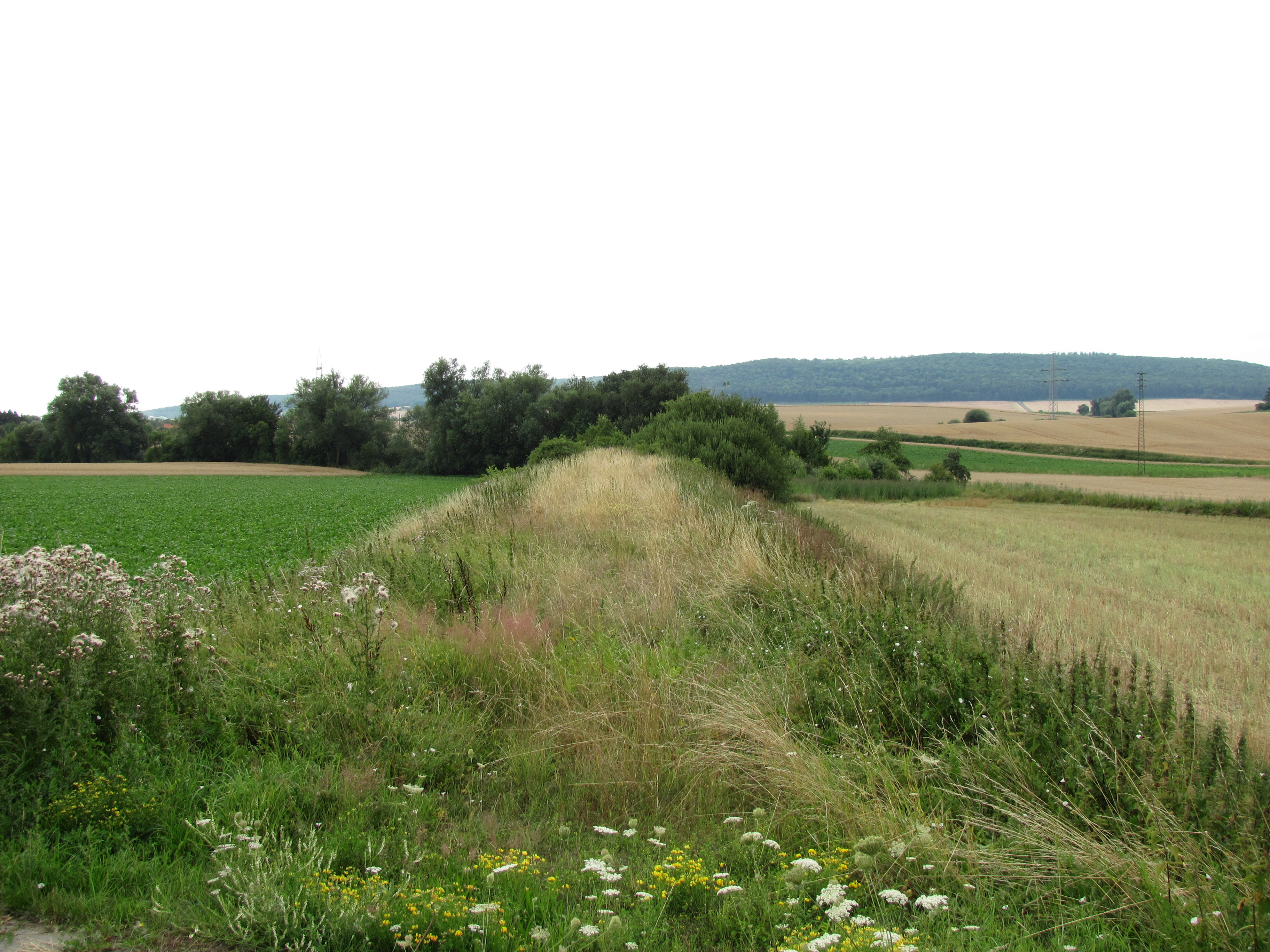
Voormalige spoordijk bij Nienstedt

Adenstedt ·
Alfeld (Leine) ·
Algermissen ·
Almstedt ·
Bad Salzdetfurth ·
Banteln ·
Betheln ·
Bockenem ·
Brüggen ·
Coppengrave ·
Despetal ·
Diekholzen ·
Duingen ·
Eberholzen ·
Eime ·
Elze ·
Everode ·
Freden (Leine) ·
Giesen ·
Gronau (Leine) ·
Harbarnsen ·
Harsum ·
Hildesheim ·
Holle ·
Hoyershausen ·
Lamspringe ·
Landwehr ·
Marienhagen ·
Neuhof ·
Nordstemmen ·
Rheden ·
Sarstedt ·
Schellerten ·
Sehlem ·
Sibbesse ·
Söhlde ·
Weenzen ·
Westfeld ·
Winzenburg ·
Woltershausen